# Karl Pistor (Schauspieler)
Karl Pistor (auch: Carl Pistor, * 1780 oder 10. März 1784 in Hamm; † 2. Mai 1863 in Wien) war ein deutscher Hofschauspieler.

## Leben
Karl Pistor kam am 10. März 1784 oder 1780 als Sohn eines preußischen Staatsbeamten in Hamm zur Welt.
Er studierte an der Universität Halle und der Universität Berlin, schloss sich dann aber im Jahr 1804 der Hofschauspielergesellschaft in Schwerin an. Während der sogenannten „Franzosenzeit“ wirkte er von 1806 bis 1813 in Bremen als Mitglied des dortigen Stadttheaters, dann kurzzeitig in Braunschweig und ab 1814 am Königlichen Hoftheater in Hannover, wo er auch Regie führte. Am 24. Juni 1819 wurde er als Logenbruder Mitglied der Johannis-Freimaurerloge Zum schwarzen Bär im Orient von Hannover.
1822 ging er nach Prag er an das dortige Landestheater, an dem er anfangs noch  Liebhaber- und Charakterrollen spielte, später aber sehr erfolgreich in das Fach der komischen Alten und Charakterchargen wechselte. 1826 debütierte er als „Witting“ im Ensemble des Wiener Burgtheaters, dem er bis zu seinem Tod angehörte.

## Rollen
An Hauptrollen spielte Pistor unter anderem:
- den Witting in August Wilhelm Ifflands Elise von Valberg[2]
- Jaromir Franz Grillparzers Die Ahnfrau1[2]
- Ferdinand in  Friedrich von Schillers Kabale und Liebe[2]
- Philipp II. in Schillers Don Carlos[2]
- Questenberg in Schillers Die Piccolomini[2]
- Lennox in William Shakespeares Macbeth[2]
- Antonio in Shakespears Was ihr wollt[2]

## Familie
Karl Pistor heiratete die sehr vielseitige Schauspielerin Wilhelmine Pistor († 13. Oktober 1866 in Wien), mit der er bis zu seinem Engagement in Wien immer gemeinsam engagiert war. Die beiden wurden Eltern der Schauspielerinnen Betty Pistor, Josefine Pistor und Minna Pistor.